# Gerrit Visser (voetballer)
Gerrit Antoon Visser (Nieuwendam, 2 februari 1903 – Wenatchee, 3 december 1984) was een Nederlands voetballer die onder andere uitkwam voor Stormvogels, Bethlehem Steel F.C., Detroit Holley Carburetor FC en zeven keer speelde voor het Nederlands elftal.
Toen Gerrit Visser in februari 1926 aantrad bij de Amerikaanse club Bethlehem Steel F.C., werd hij naar wordt aangenomen de eerste Nederlandse professionele voetballer ooit. Lang werd gedacht dat Beb Bakhuijs de eerst Nederlandse professionele voetballer was, daarna dacht men dit van oud-Ajax-doelman Gerrit Keizer, vanaf 1930 doelman bij Arsenal in Engeland.

## Carrière

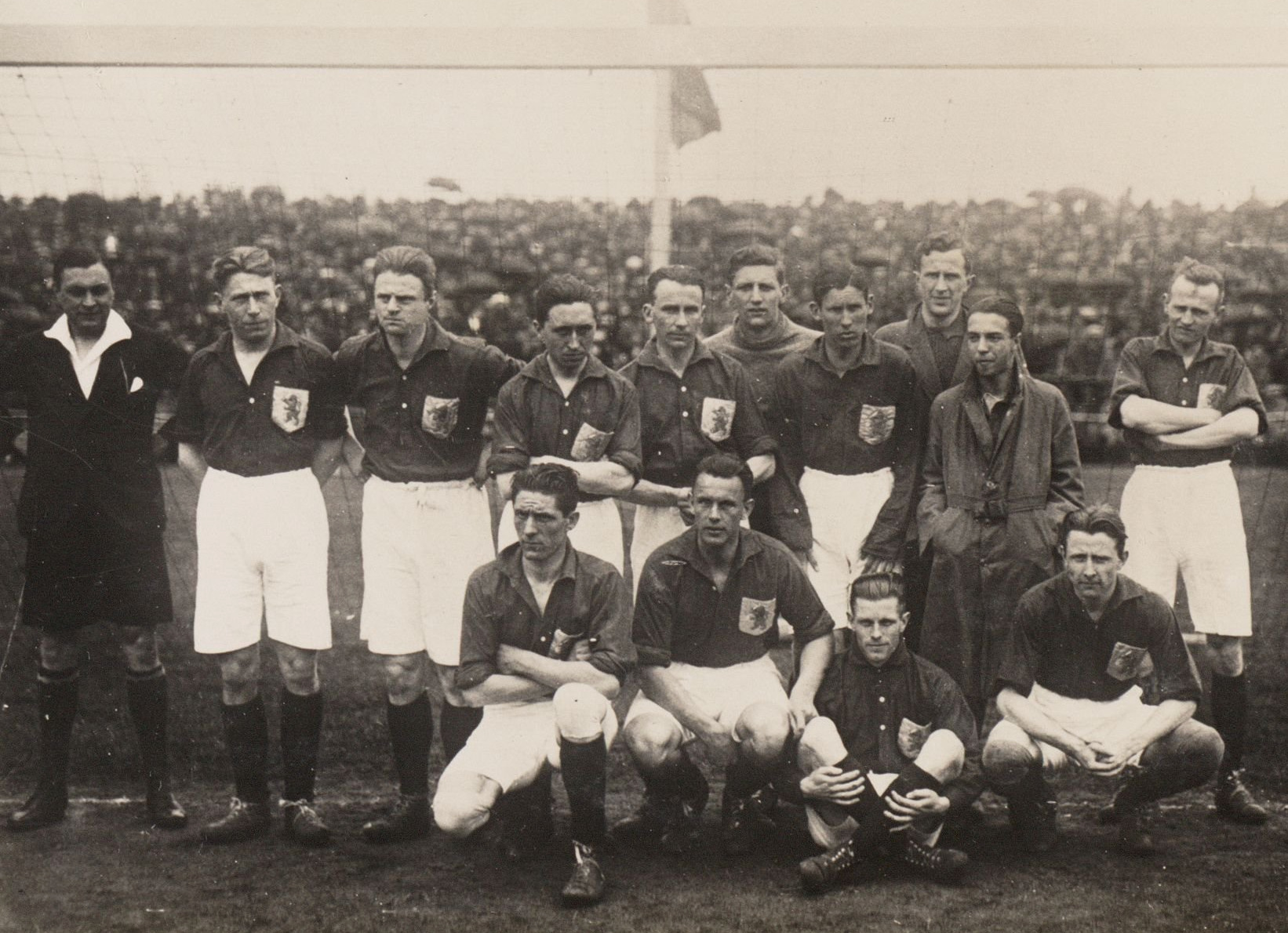
Het Nederlands elftal voor de interland België - Nederland (1-1), gespeeld op 27 april 1924 op het Beerschot-terrein te Antwerpen. Staand, van links naar rechts: Grensrechter Vuijk, Gerrit Visser, Evert van Linge, Ber Groosjohan, Harry Dénis, Gejus van der Meulen, Albert Snouck Hurgronje, reserve-doelman Jan de Boer, reserve Eef Ruisch en Kees Pijl. Beneden: Peer Krom, Hans Tetzner, Jan de Natris en André le Fèvre. Nationaal Archief.

Gerrit Visser speelde voor Stormvogels en kwam zeven keer uit voor het Nederlands Elftal. Bij drie van die duels ging het om oefenduels. De overige wedstrijden vonden plaats op de Olympische Spelen van 1924 in Parijs. Visser wist eenmaal te scoren voor het Nederlands Elftal, en wel op 27 april 1924 in een vriendschappelijke wedstrijd tegen België.
In 1925 vertrok de aanvaller naar de Verenigde Staten. Historicus Colin Jose van de National Soccer Hall of Fame schrijft over zijn aanwezigheid in de competitie: 'A Dutch international who played seven times for his country in 1924 and 1925. Visser played three games for Bethlehem Steel late in the 1925-26 season scoring four goals in three games.'
Bethlehem Steel F.C. was actief in de American Soccer League - in de periode 1921-1933 de allereerste professionele voetbalcompetitie van betekenis in de Verenigde Staten. Uit het feit dat Visser deel uitmaakte van het eerste elftal van dit team blijkt dat hij een professionele voetballer was.
Visser zat eerst een tijd op de bank maar in 1926 speelde hij toch zijn eerste wedstrijd.
Ondanks het feit dat Visser het niet slecht deed bij de Bethlehem Steel F.C. - vier doelpunten in drie wedstrijden! - vertrok hij in 1927 naar Holley Carburetors. En Visser deed het goed in Detroit. Het team haalde de finale van de National Challenge Cup. Via de National Soccer Hall of Fame is bekend dat Visser zelfs tweemaal scoorde in de voorafgaande halve finale tegen Sparta.
In de finale werd overigens met 7-0 kansloos verloren van de Fall River Marksman. Visser speelde ook deze wedstrijd en is daarmee de eerste Nederlander in een buitenlandse bekerfinale. Visser zou tot 1931 uitkomen voor Holley Carburetors.
Hij overleed in december 1984 in Wenatchee, Washington.